# Es steht geschrieben
Es steht geschrieben ist ein Drama von Friedrich Dürrenmatt, in dem, teils mit grotesken und komödiantischen Mitteln, das Täuferreich von Münster und dessen Aufstieg und Niedergang von 1533–1536 dargestellt wird.

## Inhalt
Zu Beginn betreten drei Wiedertäufer die Bühne. Sie tragen Texte vor, die dem Publikum einige ihrer zentralen Glaubensinhalte mitteilen, etwa die Gütergemeinschaft (die auch den „Besitz“ der Frauen einbezieht) oder die baldige Erwartung des Jüngsten Gerichts. Ein Mönch, der selbst betont, keine historische, sondern eine fiktive Figur zu sein, leitet dann zur eigentlichen Handlung über: Zwei Straßenkehrer und ein Wächter finden Johann Bockelson betrunken in einem Mistkarren liegend. Dieser behauptet, der Erzengel Gabriel habe ihn durch die Luft in die Stadt befördert, und er kündigt seine künftige Herrschaft an. Dann besucht er Bernhard Knipperdollinck, den reichsten Bürger der Stadt. Er will ihn, entsprechend der täuferischen Lehre, von einem Leben in Armut überzeugen – um sich aber dann selbst Knipperdollincks Reichtum und seine Frau Katharina zu sichern. Währenddessen werden lutherische und katholische Bürger, die nicht konvertieren wollen, aus der Stadt vertrieben, ebenso der katholische Bischof Franz von Waldeck.
Der Mönch aus der Anfangsszene soll öffentlich hingerichtet werden, weil er „bei einem Weibe lag“. Dazu kommt es aber nicht, weil Knipperdollinck mit einem großen Sack Gold die Szene betritt und alles an die Umstehenden verschenkt. Es entsteht ein Tumult und der Mönch kann aus der Stadt fliehen.
Der Anführer der Täufer, Jan Mathisson, berät sich in einer Versammlung mit Bockelson, Bernd Rothmann und Bernhard Krechting wegen eines bevorstehenden Angriffs auf die Stadt: Der Bischof habe Truppen gegen die Täufer zusammengezogen. Mathisson lehnt aber ab, Verteidigungsmaßnahmen zu ergreifen, da er allein auf Gottes Beistand vertraut. Mit Rittern und Landsknechten greift der Bischof die Stadt an. Mathisson geht, auf ein göttliches Wunder vertrauend, allein den Feinden entgegen und wird getötet. Daraufhin ruft Bockelson sich zum König des Täuferreichs aus und führt die Bürger bei der Verteidigung der Stadt an.
Der Bischof bittet Kaiser Karl den Fünften um Truppen für eine Belagerung Münsters. Dieser windet sich aber aus seiner Verantwortung. Der lutherische Landgraf Philipp von Hessen entsendet dem katholischen Bischof jedoch 6000 Mann – beide Konfessionen vereinigen sich also gegen die Täufer.
Knipperdollinck lebt in Armut und wurde zum Scharfrichter des Täuferreichs ernannt, will dieses Amt aber wieder loswerden. Währenddessen schwelgt Bockelson mit seinen 15 Ehefrauen (darunter auch Knipperdollincks und Mathissons ehemalige Frauen) im Luxus. Auf die Bitten der hungernden Bevölkerung reagiert er mit Gewalt. Seine Frau Katharina (ehemalige Knipperdollinck) versucht, durch Bestechung einer Wache aus der Stadt zu fliehen, gerät aber dabei an Bockelson selbst, der die Stelle der Wache eingenommen hat und sie tötet.
Auch Knipperdollincks Tochter Judith ist inzwischen eine von Bockelsons Frauen geworden, wofür sie sich jedoch gegenüber ihrem Vater schämt. Sie möchte es ihrer Namensvetterin Judith, die Holofernes tötete, gleichtun und die Stadt retten, indem sie sich hinaus in das Lager der Feinde schleicht und den Bischof tötet. Der Bischof durchschaut jedoch ihren Plan. Er gibt ihr die Chance, in die Stadt zurückzukehren. Dies lehnt sie jedoch ab und nimmt damit in Kauf, am nächsten Tag hingerichtet zu werden.
Auch an Johann Bockelsons Königshof gehen die Nahrungsvorräte zur Neige. Bockelson und Knipperdollinck, anscheinend beide geistig verwirrt, tanzen nachts über das Dach des Palasts und dann zum Stadttor, welches sie den Feinden öffnen.
Die Schluss-Szene stellt die Hinrichtung von Knipperdollinck und Bockelson durch Rädern dar.

## Entstehung und Rezeption
Es steht geschrieben war Dürrenmatts erstes Drama. Er verfasste es 1945/46 und es wurde am 19. April 1947 im Schauspielhaus Zürich unter der Regie von Kurt Horwitz uraufgeführt. Die Uraufführung führte zu einem Theaterskandal, zum einen wegen des von manchen Kritikern als blasphemisch betrachteten Inhalts, zum anderen wegen des unkonventionellen Stils der Inszenierung. Ebenfalls 1947 erschien die Erstausgabe im Schwabe Verlag in Basel; 1948 erhielt Dürrenmatt für das Stück den Welti-Preis.
1952 ließ er das Stück für weitere Aufführungen sperren. Die französische Übersetzung von Pierre Bühler trägt den Titel Les fous de dieu („Die Narren Gottes“).
20 Jahre später griff Dürrenmatt denselben Stoff erneut auf und arbeitete ihn zur Komödie um. Das Werk mit dem Titel Die Wiedertäufer wurde am 16. März 1967, ebenfalls im Schauspielhaus Zürich, uraufgeführt (Regie: Werner Düggelin).

## Textausgaben
- Es steht geschrieben. Verlag Benno Schwabe & Co, Klosterberg, Basel 1947. [Erstausgabe; mit 6 ganzseitigen Zeichnungen des Autors].
- Es steht geschrieben / Der Blinde. Frühe Stücke. Werkausgabe in siebenunddreißig Bänden, Band 1. Diogenes Verlag, Zürich 1998, ISBN 978-3-257-23041-3.